# Geoland.at
Geoland.at ist das Geodatenportal der österreichischen Länder. Es bietet einen freien, zentralen Zugang auf wichtige Geoinformationen. Man hat unter anderem die Möglichkeit, Geodaten aller 9 Bundesländer über den GEOLAND-Viewer in Landkartenform darzustellen und auszudrucken sowie nach Geo-Objekten und Koordinaten zu suchen. Das Fachdatenangebot wird laufend erweitert, die Kartenfunktionalitäten ständig weiterentwickelt. Geoland.at ist eine Geodateninfrastruktur (GDI) mit dem Ziel, die Nutzung von öffentlichen Geodaten für Verwaltung, Bürger, Wirtschaft, Forschung und Bildung zu verbessern.

## Rückblick
Seit ca. 1990 betreiben die österreichischen Bundesländer Geographische Informationssysteme (GIS), ab etwa 1997 ist deren Nutzung via Web möglich. Im Oktober 2003 erteilte die Landesamtsdirektorenkonferenz einer Arbeitsgruppe von Vertretern aller österreichischen Bundesländer den Auftrag der Realisierung eines Geodatenverbundes. Im Juli 2004 wurde die erste Version des GEOLAND-Viewers der Öffentlichkeit präsentiert. 2005 wurde das Projekt mit dem Amtsmanagerpreis der Wirtschaftskammer Österreich ausgezeichnet, 2006 mit dem Verwaltungspreis des Bundeskanzleramtes, 2007 mit dem Föderalismuspreis. Im österreichischen INSPIRE-Bericht Infrastructure for Spatial Information in the European Community (eine Initiative integrierter raumbezogener Informationsdienste an die EU) des Jahres 2010 wird Geoland.at als wichtigstes Beispiel einer bereits realisierten GDI-Umsetzung in Österreich beschrieben.

## Konzepte
Geoland.at
- forciert die Länder-Abstimmung im Bereich Geoinformation – besonders im Hinblick auf INSPIRE,
- stellt den Länder-übergreifenden GEOLAND-Viewer bereit,
- setzt das Metadaten-Netzwerk der Länder um,
- bietet einen freien WMS-Dienst (WMS: Web Map Service) und
- ermöglicht ein freies Koordinaten-Transformations-Service.

### 9 Länder – ein Service
Das Datenhaltungskonzept von Geoland.at ist dezentral. Die Daten werden vor Ort in den einzelnen Landesverwaltungen gehalten, sind damit aktuell und authentisch. Das Zusammenführen über die Landesgrenzen hinweg erfolgt durch die Portalsoftware zum Zeitpunkt der Nutzeranfrage. Geoland.at ersetzt nicht die Länder-GIS, es ist auch kein zusätzliches GIS, es ermöglicht vor allem eine gemeinsame Sicht auf die dezentralen Geodaten.
Der Viewer beinhaltet die Themenbereiche Basisdaten, Raumordnung, Verwaltungsgrenzen, Naturschutz, Wasser, Katastrophenschutz, Verkehr, Umwelt, Sport, Wald sowie Kultur&Geschichte.
Seit Juni 2010 ist eine länderübergreifend abgestimmte Darstellung der Bauland-Widmungskategorien als Teilinhalt der Flächenwidmungspläne abrufbar.

### Geoland und INSPIRE
Im Jahr 2008 hielt die Landesamtsdirektorenkonferenz im Zusammenhang mit der europäischen Infrastructure for Spatial Information in the European Community (INSPIRE) fest: „Der Geodatenverbund der österreichischen Länder geoland.at soll als gemeinsames Portal der Länder eigenständig weiterentwickelt werden und damit einen bedeutsamen Anteil zur nationalen Umsetzung von INSPIRE leisten.“ Über Geoland.at soll somit ein möglichst abgestimmtes und Synergien nutzendes Vorgehen der österreichischen Bundesländer bei der Umsetzung von INSPIRE gewährleistet werden.

### basemap.at
Seit 2014 implementiert Geoland – wie auch die Länder-GIS – das Projekt basemap.at, eine auf offenen Standards aufgebaute und unter Open Government Data Lizenz (CC-BY 3.0 AT) der Cooperation OGD Österreich veröffentlichte allgemeine Übersichtskarte von Österreich. Diese Karte ist ein Kooperationsprojekt der neun österreichischen Länder (geoland.at), ITS Vienna Region (GIP.at, im Rahmen des VOR), der Technischen Universität Wien und der Firma Synergis. Im Umfeld GIP.at wird auch ein österreichweiter Verkehrsgraph (Graphenintegrations-Plattform), also eine digitale Karte für das Verkehrsnetz, erarbeitet.

## Leistungsumfang

### Basisdaten
Bundesweite Basisdaten:
- Verwaltungsgrenzen
- Orthofotos S/W, Farbe
- ÖK – Österreichische Karte (ÖK 50 – 1:50000, ÖK 200), einschließlich GEONAM Österreich, wird von Bundesamt für Eich- und Vermessungswesen (BEV) zugeladen
- Geocodierte Adressen

### Länder übergreifende Fachdaten
Diverse Daten aus Themen wie:
- Raumordnung: NUTS-Regionen, Ziel-1-Gebiete, Ziel-2-Gebiete, Widmungskategorien der Flächenwidmungsplanung
- Naturschutz: Nationalparks, Naturparks, Naturschutzgebiete, geschützte Landschaftsteile, Landschaftsschutzgebiete, Kulturlandschaftsinventar, Moorschutzkatalog, Natura-2000-Gebiete (Habitatrichtlinie, FFH/[p]SCI, Vogelschutz, SPA), sonstige Schutzgebiete
- Wasser: Flüsse, Seen, Messstellen, WIS – Wasserinformationssystem (Wasserbuch online):[3] Wasserrechte; Wasser-Schongebiete (Grundwasserschongebiet, Quellschongebiet, Wasserschongebiet allgemein)
- Verkehr: Straßennetz, Unfallhäufung
- Katastrophenschutz
- Umwelt: Altlasten
- Wald: Waldentwicklungsplan (WEP), Hemerobie
- Sport: Radwanderrouten, Weitwanderwege
- Kultur/Geschichte: Burgen und Schlösser

### Fachdaten in den Geoinformationssystemen der Länder
Länder-GIS:
1. GIS-Burgenland[5]
2. KAGIS – Das Kärntner Geografische Informationssystem[6]
3. Geoinformation Niederösterreich (NÖGIS/NÖ-Atlas)[7]
4. DORIS – Digitales Oberösterreichisches Raum-Informations-System[8]
5. SAGIS – Salzburger Geographisches Informationssystem[9]
6. GIS-Steiermark[10]
7. tiris – Tiroler Rauminformationssystem (tirisMaps)[11][12]
8. VoGIS – Vorarlberger Geographisches Informationssystem[13]
9. ViennaGIS – Geografisches Informationssystem der Stadt Wien[14]

## Nutzungsmöglichkeiten
Es ist möglich, die Karten auszudrucken, sowie einen Export in pdf-Dateien zu erstellen. Teilweise kann auch auf andere Metadaten und Zusammenstellungen in Textform zugegriffen werden.
Ebenso ist die Nutzung über ein Web Map Service (WMS) möglich.

## Urheberrecht und Haftung
Nach Urheberrecht der Republik Österreich sind die „vom Bundesamt für Eich- und Vermessungswesen hergestellten oder bearbeiteten und zur Verbreitung bestimmten“ amtlichen Werke keine freien Werke (§ 7 Urheberrechtsgesetz). Dasselbe gilt für die Geodaten der Länder, die landesrechtlich geschützt sind. Der Layer basemap.at ist unter einer offenen Lizenz publiziert (CC-BY 3.0 AT, Creative Commons mit Urheber-Nennung).
Obwohl die Server der Bundesämter und der Länder die amtlichen Datenbanken sind, sind die öffentlich zugänglichen Daten nicht rechtswirksam: Verbindlich sind die in den Kundmachungsorganen – etwa Bundesgesetzblatt für die Republik Österreich (Bgbl.), Landesgesetzblätter (Lgbl.) usw. – verlautbarten Daten. Auch übernehmen weder Geoland noch die Landes- und Bundesämter eine Haftung für die Daten.